# Protoloberus
Protoloberus é um género de coleópteros da família Erotylidae.